# La confraternita dei mancini
La confraternita dei mancini (titolo originale De vänsterhäntas förening) è un romanzo giallo dello scrittore svedese Håkan Nesser pubblicato in Svezia nel 2018.
È l'undicesimo libro della serie che ha per protagonista il commissario Van Veeteren e contemporaneamente il sesto della serie che ha per protagonista l'ispettore Gunnar Barbarotti, essendo un crossover delle due serie.
La prima edizione italiana del romanzo è stata pubblicata nell'anno 2019 da Guanda.

## Trama
Struttura - I 63 capitoli si dispongono alternandosi, uno nell'ottobre/novembre 2012, l'altro, risalendo dal 1957 agli anni recenti. La prima parte è imperniata su Van Veeteren, la seconda su Barbarotti e la terza su entrambi questi personaggi.
Prima parte - Van Veeteren e la moglie hanno in programma un viaggio nelle vicinanze di Oosterby, ma hanno detto a tutti che la loro destinazione è la Nuova Zelanda. Giunti sui luoghi che Van Veeteren ha praticato quando era in servizio, ritorna a galla un vecchio caso che sembrava archiviato, ma che ora viene rimesso in discussione. Nella notte tra il 28 e il 29 settembre 1991, la Pensione Molly, eccezionalmente aperta per cinque ospiti, era bruciata per cause dolose e all'interno avevano perso la vita quattro persone. Si trattava di: Marten Winckelstroop, Rejmus Fiste, Kuno Blavatsky e Clara Behrens, tutti narcotizzati dall'assassino. Questo era stato individuato nel quinto ospite, Qvintus Maasenegger, scomparso e mai più ritrovato. Invece, dopo ventun anni, il cadavere di Maasenegger era riaffiorato nelle vicinanze del rogo e la sua morte risaliva allo stesso momento delle altre, solo che lui era stato steso da un colpo mortale alla nuca. Tutti i morti erano stati amici da ragazzi e avevano fondato un club, la Confraternita dei Mancini, essendo accomunati da questo particolare. Dopo il liceo però si erano tutti dispersi e nel 1991 si erano rivisti per la prima volta.
L'impossibilità di accollare la strage a Maasenegger comportava la ricerca di un pluriomicida. Tuttavia non sembrava emergere dal passato delle vittime qualcosa che somigliasse a una traccia. Nella zona c'era stato un unico altro crimine, nel 1969, ma il colpevole aveva già trascorso ventiquattro anni in carcere e i legami tra lui e il rogo della pensione sembravano inesistenti. Nel 1969, una bambina di dieci anni era stata rapita con richiesta di riscatto; la somma era stata versata ma il cadavere della piccola Madeleine era stato ritrovato nella seguente primavera. Il colpevole confesso, un certo Leopold Kransky, aveva detto di non avere complici. Unico particolare che potesse creare un legame, il fatto che le gemelle Behrens erano spesso a fare da baby sitter alla bambina e al fratello, un quattordicenne strano. Van Veeteren, Ulrike e Radovic arrivano solamente a rintracciare le origini di Kransky, chiamato Zink, allevato dalle suore di un convento e figlio naturale di Molly. Ma tutto ciò non spiegava perché i Mancini dovessero fare una simile fine ed inoltre Kransky era espatriato qualche giorno prima dell'incendio ed era morto dopo vari anni, all'estero.
Seconda parte - L'ispettore Barbarotti ha appena concluso un viaggio di lavoro in Italia, accompagnato dalla collega e amica Eva Bachmann. Tra i due c'è una larga possibilità che nasca un legame stabile, dato che Barbarotti è rimasto vedovo mesi prima, mentre Eva è separata dal marito; i tempi però non sono maturi per questo passo, in quanto i due hanno un alto numero di figli, per lo più adolescenti. Ora la coppia viene convocata dal superiore Stig Stigman: motivo, il rinvenimento di un cadavere avvolto in un telo impermeabile sulla veranda di una casa vuota. A trovare il corpo è stata una donna che faceva una passeggiata con il cane. La casa veniva affittata per brevi periodi durante le vacanze ma, interpellata l'agenzia che se ne occupava, non emergono elementi per stabilire l'identità del morto. Piuttosto, come particolare curioso, l'affittuario più assiduo è una donna, tale Birgitte Behrens, che per altro ha dimenticato di restituire le chiavi.
Riguardo all'assasinato, colpito alla nuca con un'accetta, dopo laboriose ricerche, si riesce a stabilire che è un tale Kostadino Miller, già poliziotto e in seguito investigatore privato. Un testimone riferisce che l'uomo era spesso da Birgitte Behrens, una donna sui sessant'anni, single. La necessità di indagare su Kostadino fa emergere che la Behrens, nel 1991, aveva perduto la gemella Clara, perita in un rogo con alcune altre persone. Per questo Birgitte era stata ricoverata parecchio tempo in una clinica per disturbi mentali. L'insieme di questi fatti induce Barbarotti a contattare la sezione di competenza sull'incendio della Pensione Molly. Il commissario Radovic si mostra molto disponibile a ricevere Barbarotti e Bachmann, ma presenta loro anche Van Veeteren e consorte, in quanto più informati sui fatti del passato.
Terza parte - Le due storie ora si incrociano: Birgitte Behrens era stata invitata dagli altri membri del club dei Mancini alla serata del 1991, ma aveva declinato l'invito, non sentendosi legata al gruppo. Presto però emerge un altro fatto: le due gemelle si erano scambiate i ruoli durante la fatale serata, perché Clara già allora era l'amante di Kostadino. Così, a salvarsi era stata appunto Clara, che però aveva dovuto fingersi Birgitte per lunghissimi e dolorosi anni. La donna aveva affidato a un diario tutti i suoi pensieri. Ora, nel 2012, Kostadino stava conducendo un'indagine di cui nessuno era in grado di riferire. Ma grazie all'aiuto di Birgitte/Clara gli ispettori avevano capito chi era il vero assassino e sempre grazie a lei potevano tendergli una trappola. Infatti, andato dalla gemella superstite come fratellastro di Kostadino, Ludwig Kettener, il fratello della piccola Madeleine, aveva ricostruito l'intera trama ed era determinato a uccidere l'ultima persona che gli aveva rovinato la famiglia.
Catturato dai poliziotti, Ludwig non ha bisogno di confessare nulla. I suoi genitori, dopo la tragedia della bambina, erano morti suicidi, non insieme però. Ludwig, ragazzo strano, aveva raccolto molte più informazioni, soprattutto andando a trovare in carcere Kransky, spacciandosi per un assistente sociale che si attivava per il recupero di carcerati per reati gravi. Divenuto professore, nessuno aveva mai pensato a lui. Un giorno era sparito, perché gli era stata riconosciuta un'infermità mentale e da allora aveva solo pensato alla sua vendetta.

## Personaggi
I Mancini:
- Marten Winckelstroop, 1950-1991
- Rejmus Fiste, 1950-1991
- Kuno Blavatsky, 1949-1991
- Qvintus Maasenegger, 1948-1991
- Birgitte Behrens e Clara Behrens, gemelle nate nel 1950

Famiglia Kettener:
- Boris Kettener, nel 1969 è sposato e padre di due figli; è un facoltoso produttore cinematografico.
- Louise Kettener, moglie di Boris, attrice.
- Ludwig Kettener, primogenito di Boris e Louise; nel 1969 ha 13 anni ed è sempre immerso in un suo mondo, perciò è considerato strano.
- Madeleine Kettener, sorella di Ludwig, ha nove anni nel 1969. È l'unica che riesca a scuotere il fratello ed è adorata dall'intera famiglia.

Inoltre:
- Zink, nome legale Leopold Kransky, un balordo;
- Commissario Van Veeteren, ex poliziotto ora in pensione;
- Ulrike Fremdli, moglie di Van Veeteren;
- Radovic, attuale commissario (secondo successore di Van v.);
- Kostadino miller, ex poliziotto divenuto investigatore privato,
- Molly Hansen, signora in casa di riposo, ha diretto per molti anni la Pensione Molly;
- Gunnar Barbarotti, ispettore di polizia a Kymlinge;
- Eva Bachmann, collega di Barbarotti;
- Stig Stigman, indisponente superiore di Barbarotti e Bachmann;

## Edizioni
- Håkan Nesser, La confraternita dei mancini, traduzione di Carmen Giorgetti Cima, Guanda, 2019. ISBN 978-88-235-2419-4.

Il libro ha avuto numerose traduzioni in altre lingue.